# Хучуцюань
Хучуцюань (кит.: 呼廚泉; д/н — після 220) — останній шаньюй південних хунну в 195—216 роках.

## Життєпис
Син шаньюя Цянцюя. Відомостей про молоді роки обмаль. З 188 року діяв спільно з братом — шаньюєм Чічжі-Шічжухоу. Після смерті останнього у 195 році вірними кланами обирається новим правителем. Але багато кланів хунну не визнали його. До того ж сяньбі постійно здійснювали напади.
Разом з тим зберігав вірність династії Хань. 196 року відправив свого сина — західного тукі-вана Цюйбея для охорони імператора Лю Сє, що разом з почтом перебрався зі столиці Чан'ань до Лояну. Деякий час допомагав да цзяньцзюню (головному генералу) Хань Сяню проти Лі Ццзюе і Го Сі. Втім, коли імператора захопив Цао Цао відкликав усі війська з Китаю.
Згодом підтримував Юань Шао в боротьбі з Цао Цао. У 200 року діяв спільно з Юань Шаном (сином Юань Шао), але 202 року зазнав поразки від військ Цао Цао.
У 216 році приїхав вклонитися імператору і був заарештований Цао Цао, який залишив його під арештом в місті Є, а небожа Лю Бао призначив шаньєм залишками хунну.
У 220 році Хучуцюань присягнув на вірність вейському імператора Цао Пею, за що отримав винагороду. Подальша доля невідома.